# 2000 en numismatique
Chronologie de la numismatique
- 1999 en numismatique - 2000 en numismatique - 2001 en numismatique

Cet article présente les faits marquants de l'année 2000 en numismatique.

## Principaux événements numismatiques de l'année 2003

### Par dates

#### Janvier
- 3 janvier 2000 : 
  -  États-Unis : émission de la pièce du Massachusetts de la série de 1/4 de dollar des 50 États.

#### Mars
- 13 mars 2000 : 
  -  États-Unis : émission de la pièce du Maryland de la série de 1/4 de dollar des 50 États.

#### Mai
- 22 mai 2000 : 
  -  États-Unis : émission de la pièce de Caroline du Sud de la série de 1/4 de dollar des 50 États.

#### Août
- 7 août 2000 : 
  -  États-Unis : émission de la pièce du New Hampshire de la série de 1/4 de dollar des 50 États.

#### Octobre
- 16 octobre 2000 : 
  -  États-Unis : émission de la pièce de Virginie de la série de 1/4 de dollar des 50 États.

#### Année
- Belgique :
  - émission d'une pièce commémorative de 50 francs à l'occasion de l'Euro 2000.